# Harrison (Clare County, Michigan)
Harrison is een plaats (city) in de Amerikaanse staat Michigan, en valt bestuurlijk gezien onder Clare County.

## Demografie
Bij de volkstelling in 2000 werd het aantal inwoners vastgesteld op 2108.
In 2006 is het aantal inwoners door het United States Census Bureau geschat op 2056, een daling van 52 (-2.5%).

## Geografie
Volgens het United States Census Bureau beslaat de plaats een oppervlakte van
10,4 km², waarvan 9,7 km² land en 0,7 km² water. Harrison ligt op ongeveer 349 m boven zeeniveau.

## Plaatsen in de nabije omgeving
De onderstaande figuur toont nabijgelegen plaatsen in een straal van 32 km rond Harrison.